# Полгар, Юдит
Ю́дит По́лгар (венг. Polgár Judit; род. 23 июля 1976[…], Будапешт) — венгерская шахматистка, гроссмейстер (1991). Чемпионка Венгрии (1991). Единственная шахматистка в истории, достигшая рейтинга 2700. В 1991-1994 годах была самым молодым гроссмейстером в мире.

## Биография

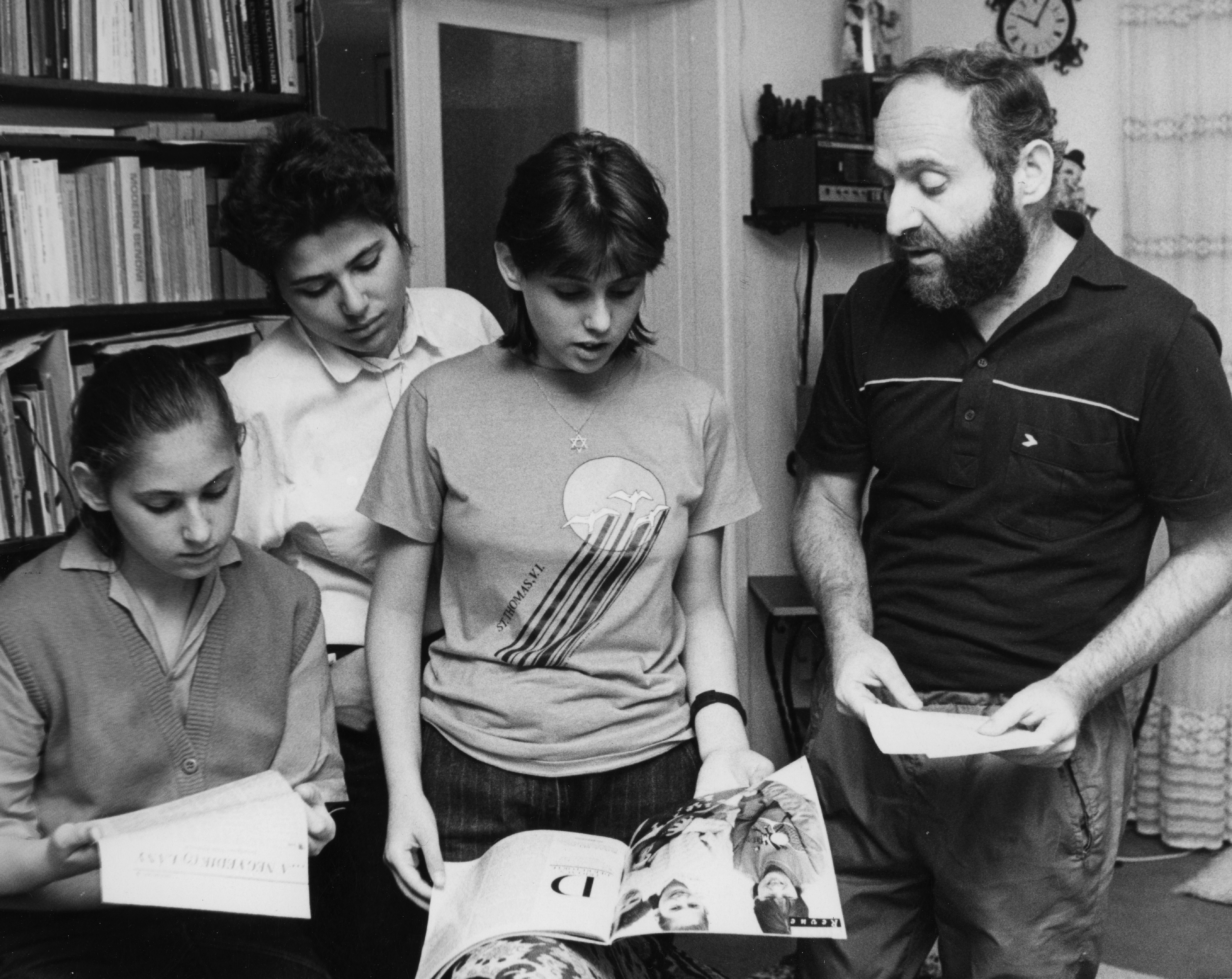
Слева направо: Юдит, Жужа, София и Ласло Полгар. 1989 год

Юдит Полгар родилась в еврейской семье в Будапеште. Все три ребёнка в семье — сёстры Жужа, София и Юдит — получили домашнее образование. Обучением детей занималась их мать Клара Полгар (урождённая Альтбергер, род. 1946) — учительница родом из села Вилок (теперь Закарпатская область Украины), окончившая университет в Ужгороде. С раннего детства детей обучал шахматам отец — психолог и педагог Ласло Полгар. Старшие сёстры также стали сильными шахматистками, Жужа Полгар — международный гроссмейстер в США, чемпионка мира 1996—1999 годов, а София Полгар (Косашвили) — международный мастер в Израиле. Но наибольших успехов добилась младшая сестра — Юдит Полгар.
Звание гроссмейстера среди мужчин Полгар получила в 15 лет, 4 месяцев и 28 дней. Она стала самым юным на тот момент гроссмейстером, превзойдя достижение Роберта Фишера (1958) на один месяц. Рекорд Полгар удерживала до 1994 года, пока его не побил Петер Леко (14 лет, 4 месяца и 22 дня).
С самого начала своей карьеры Полгар, в отличие от своих старших сестёр, играла почти исключительно в мужских турнирах. В этом она стала последовательницей Веры Менчик. Но до Юдит Полгар ни одной женщине не удавалось достичь такого прогресса в игре против мужчин. С начала 1990-х годов она на равных сражается с ведущими гроссмейстерами мира.
Юдит Полгар — чемпион Венгрии 1991 года, побеждала на турнирах в Гастингсе (1992), в Мадриде (1994), на Хооговен турнире (1998, 2001 и 2003) и в Джакарте (2000). На турнире в Вейк-ан-Зее 2003 года Юдит Полгар заняла второе место (8 из 13 очков), пропустив вперёд только Вишванатана Ананда.

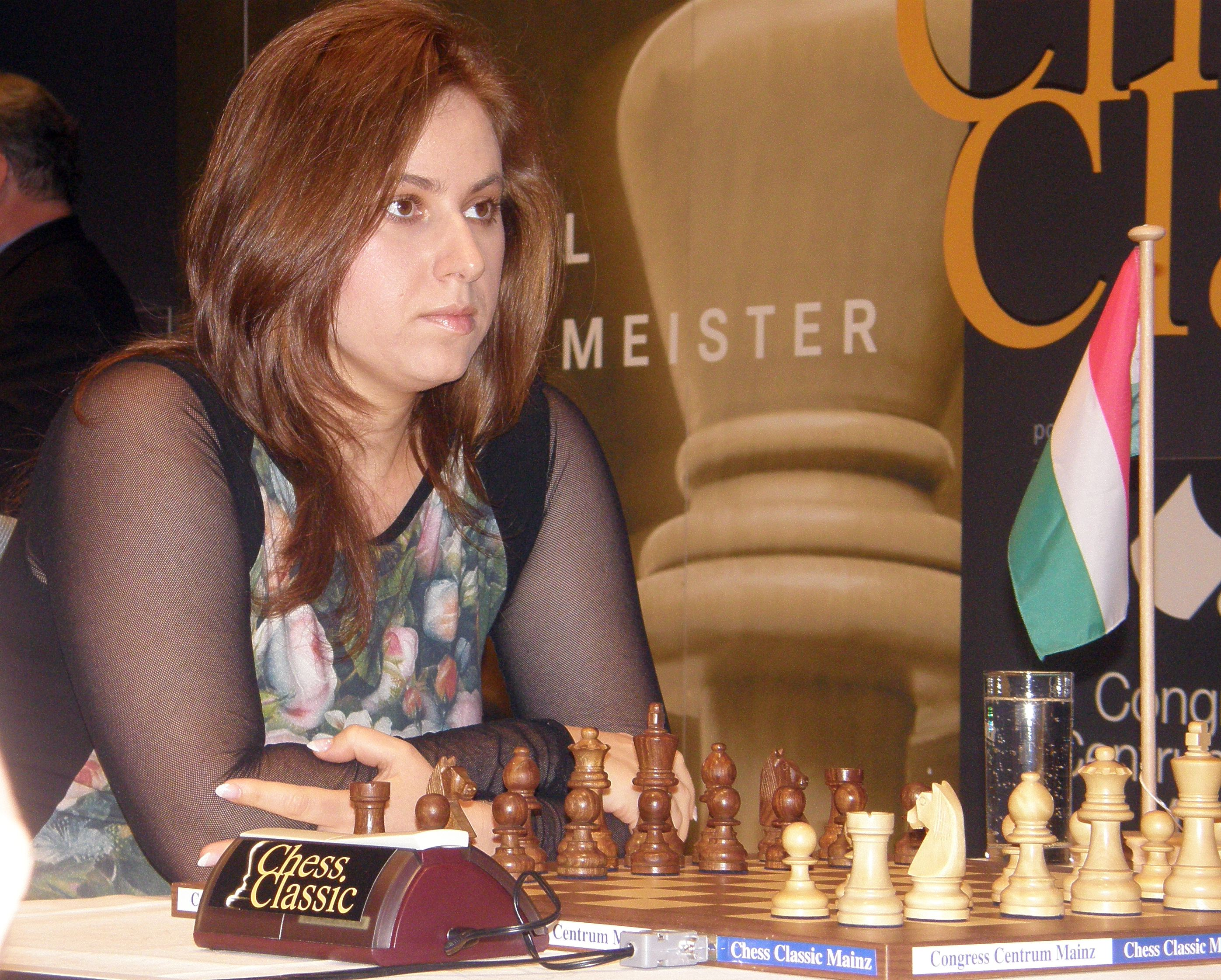
Юдит Полгар (август 2008)

Юдит Полгар выигрывала в быстрые шахматы у Анатолия Карпова и Бориса Спасского в 1993 году и у Гарри Каспарова в 2002 году. Выигрывала четыре раза у Вишванатана Ананда и один раз у Магнуса Карлсена.
Гроссмейстер Алексей Широв, который много раз играл с Юдит Полгар, сказал о ней: «Она — убийца и чует мат уже за двадцать ходов».
С 1989 года Юдит возглавляет рейтинг-лист шахматисток. В июле и октябре 2005 года имела свой максимальный рейтинг 2735, оба раза занимая восьмое место в мире среди мужчин. Это наивысший шахматный рейтинг среди женщин, а Юдит Полгар стала единственной шахматисткой, достигшей супергроссмейстерского рейтинга.
Обладатель и победитель почётной премии ФИДЕ Caissa award 2012, как лучшей шахматистки года. Шахматный Оскар «Каисса», разработанный и изготовленный мастерами Классического ювелирного Дома «Лобортас», был торжественно вручён 2 октября 2013 года в рамках 84-го Конгресса ФИДЕ в Таллине.
Юдит с детства была двуязычна. Помимо венгерского языка, она общалась со своими родителями и сёстрами на русском и эсперанто.
Юдит замужем, у неё двое детей — Оливер и Ханна.
По окончании 41-й шахматной олимпиады в Норвегии в 2014 году Юдит заявила о завершении карьеры. 10 декабря 2018 года Юдит Полгар стала почётным вице-президентом ФИДЕ.

## Сёстры
- София Полгар
- Жужа (Сьюзен) Полгар

## Книги
- How I Beat Fischer’s Record, 2012, 384 с., ISBN 978-1-907982-19-4